# Jeanne Wilson (couturière)
 (mars 2024).
Jeanne Wilson, aussi connue sous le nom de Jean Esther Wilson, faisait partie du groupe de couturières qui ont cousu les combinaisons spatiales A7L portées par Neil Armstrong et Buzz Aldrin lors de l'atterrissage sur la Lune de la mission Apollo 11. Ces couturières étaient employées par ILC Dover (en) (ancienne branche d'International Latex Corporation). Wilson était spécifiquement responsable de la couture du torse, des bras, des jambes et des insignes nominatifs des combinaisons, tandis que d'autres couturières se spécialisaient dans la couture d'autres sections des combinaisons.
Wilson était la dixième de treize enfants et sa mère lui a enseigné la couture à l'âge de sept ans. Elle concevait et cousait des vêtements de poupée dès l'âge de neuf ans. En 1969, à l'âge de 19 ans, Wilson a quitté un emploi où elle cousait des valises pour saisir l'occasion de travailler sur les combinaisons spatiales Apollo.